# Myszarek
Myszarek (Pogonomys) – rodzaj ssaków z podrodziny myszy (Murinae) w obrębie rodziny myszowatych (Muridae).

## Rozmieszczenie geograficzne
Rodzaj obejmuje gatunki występujące w Australii i na Nowej Gwinei.

## Morfologia
Długość ciała (bez ogona) 92–205 mm, długość ogona 126–262 mm, długość ucha 11–17,5 mm, długość tylnej stopy 19,1–33 mm; masa ciała 28–158 g.

## Systematyka
Rodzaj zdefiniował w 1877 roku francuski zoolog Alphonse Milne-Edwards w artykule zatytułowanym Uwaga na temat niektórych nowych ssaków z Nowej Gwinei, opublikowanym w czasopiśmie „Comptes rendus hebdomadaires des séances de l’Académie”. Gatunkiem typowym jest (oznaczenie monotypowe) myszarek kasztanowaty (P. macrourus).

### Etymologia
- Pogonomys: gr. πωγων pōgōn, πωγωνος pōgōnos ‘broda’; μυς mus, μυος muos ‘mysz’[10].
- Macropogonomys: gr. μακρος makros ‘długi’; rodzaj Pogonomys Milne-Edwards, 1877[4]. Typ nomenklatoryczny (oryginalne oznaczenie): 	Macropogonomys maxhoseri Hoser, 2020 (= Pogonomys macrourus Milne-Edwards, 1877).

### Podział systematyczny
Rodzaj ten należy do australijskich i nowogwinejskich „starych endemitów”. Jest spokrewniony z rodzajami Anisomys, Chiruromys, Coccymys, Hyomys i przypuszczalnie Mallomys. Do rodzaju należą następujące gatunki:
| Grafika | Gatunek                   | Autor i rok opisu     | Nazwa zwyczajowa       | Podgatunki         | Rozmieszczenie geograficzne | Podstawowe wymiary                          | Status IUCN |
| ------- | ------------------------- | --------------------- | ---------------------- | ------------------ | --- | ------------------------------------------- | ----------- |
|         | Pogonomys macrourus       | (Milne-Edwards, 1877) | myszarek kasztanowaty  | gatunek monotypowy | góry Nowej Gwinei, Yapen, Nowa Brytania (Indonezja i Papua-Nowa Gwinea i północno-wschodni Queensland (Australia); zakres wysokości: 0–1800 m n.p.m.          | DC: 9,2–16,5 cm DO: 12,6–21 cm MC: 28–60 g  | LC          |
|         | Pogonomys sylvestris      | O. Thomas, 1920       | myszarek szarobrzuchy  | gatunek monotypowy | Indonezja i Papua-Nowa Gwinea: Nowa Gwinea (góry Arfak, Góry Śnieżne, półwysep Huon oraz wschodnia wyżynna część wyspy); zakres wysokości: 1300–2800 m n.p.m. | DC: 11–13 cm DO: 13,5–17 cm MC: 29–66 g     | LC          |
|         | Pogonomys loriae          | O. Thomas, 1897       | myszarek duży          | gatunek monotypowy | Indonezja i Papua-Nowa Gwinea: głównie wschodnia Nowa Gwinea rozroszony na północy i zachodzie aż po Góry Arfak; zakres wysokości: 100–3000 m n.p.m.          | DC: 12–16,8 cm DO: 18–25 cm MC: 53–128 g    | LC          |
|         | Pogonomys championi       | Flannery, 1988        | myszarek dolinowy      | gatunek monotypowy | endemit Papui-Nowej Gwinei (doliny Telefomin i Tifalmin w górnym dorzeczu rzeki Sepik); zakres wysokości: 1400–2300 m n.p.m.                                  | DC: 11,2–13,6 cm DO: 14,9–17 cm MC: 40–66 g | DD          |
|         | Pogonomys fergussoniensis | Laurie, 1952          | myszarek archipelagowy | gatunek monotypowy | endemit Papui-Nowej Gwinei (Wyspy d’Entrecasteaux (wyspy Goodenough, Fergussona i Narmanby)); zakres wysokości: 200–900 m n.p.m.                              | DC: 17–20 cm DO: 25–26 cm MC: 135–158 g     | EN          |

Kategorie IUCN:  LC  – gatunek najmniejszej troski,  EN  – gatunek zagrożony,  DD  – gatunki o nieokreślonym stopniu zagrożenia.